# Alcyonium glaciophilum
Alcyonium glaciophilum is een zachte koraalsoort uit de familie Alcyoniidae. De koraalsoort komt uit het geslacht Alcyonium. Alcyonium glaciophilum werd in 2007 voor het eerst wetenschappelijk beschreven door van Ofwegen, Häussermann & Försterra. 